# Sergia plumeus
Sergia plumeus är en kräftdjursart som först beskrevs av Illig 1927.  Sergia plumeus ingår i släktet Sergia och familjen Sergestidae. Inga underarter finns listade i Catalogue of Life.